# Фриц Хайдер
Фриц Хайдер (на немски: Fritz Heider) е австрийски психолог, чиято работа е свързана с гещалт школата. През 1958 г. публикува „Психология на междуличностните отношения“, която систематизира и разширява неговото създаване на теорията за когнитивния баланс и атрибутивната теория.

## Биография
Хайдер е роден на 19 февруари 1896 година във Виена, Австро-Унгария. Неговия подход към по-добро образование е по-скоро случаен и той обикаля свободно Европа, учейки и пътувайки няколко години. На 24 години получава степен от Университета в Грац за иновативното си изследване на каузалната структура на възприятието.
През 1930 г. на Хайдер е предложена възможността да извърши изследване в училището за глухи Кларк в Нортхамптън. Тази перспектива е особено привлекателна за него, защото Курт Кофка, един от основателите на гещалт психологията работи в Колежа Смит (Heider, 1983).
В Нортхамптън среща бъдещата си съпруга Грейс (по баща Мур). Грейс е един от първите хора, които Хайдер среща в САЩ. Като асистент на Кофка, тя помага на Хайдер да си намери апартамент в Нортхамптън и го запознава с предградията (Heider, 1983). Те се омъжват през 1930 г. като брака им трае повече от 50 години, като имат три деца: Карл, Йон и Щефан (по ред на раждане).